# Daytime Emmy Awards 1986
La cerimonia della 13ª edizione dei Daytime Emmy Awards (13th Daytime Emmy Awards) si è tenuta  il 17 luglio 1986 e ha premiato i migliori programmi e personaggi televisivi del 1985.

## Daytime Emmy Awards
Per le candidature, furono presi in considerazione i programmi trasmessi tra il 6 marzo 1985 e il 5 marzo 1986.

### Migliore serie drammatica
- Febbre d'amore (The Young and the Restless)
- Così gira il mondo (As the World Turns)
- General Hospital
- La valle dei pini (All My Children)

### Migliore attore in una serie drammatica
- David Canary (Adam Chandler) – La valle dei pini
- Scott Bryce (Craig Montgomery) – Così gira il mondo
- Larry Bryggman (John Dixon) – Così gira il mondo
- Nicolas Coster (Lionel Lockridge) – Santa Barbara
- Terry Lester (Jack Abbott) – Febbre d'amore
- Robert S. Woods (Bo Buchanan) – Una vita da vivere (One Life to Live)

### Migliore attrice in una serie drammatica
- Erika Slezak (Victoria Lord Davidson) – La valle dei pini
- Elizabeth Hubbard (Lucinda Walsh) – Così gira il mondo
- Susan Lucci (Erica Kane) – La valle dei pini
- Peggy McCay (Caroline Brady) – Il tempo della nostra vita
- Kim Zimmer (Reva Shayne) – Sentieri (Guiding Light)

### Migliore attore non protagonista in una serie drammatica
- John Wesley Shipp (Doug Cummings) – Così gira il mondo
- Louis Edmonds (Langley Wallingford) – La valle dei pini
- Al Freeman Jr. (Capt. Ed Hall) – Una vita da vivere
- Larry Gates (Billy Lewis) – Sentieri
- Gregg Marx (Tom Hughes) – Così gira il mondo

### Migliore attrice non protagonista in una serie drammatica
- Leann Hunley (Anna DiMera) – Il tempo della nostra vita
- Judith Anderson (Minx Lockridge) – Santa Barbara
- Uta Hagen (Hortense) – Una vita da vivere
- Eileen Herlie (Myrtle Fargate) – La valle dei pini
- Kathleen Widdoes (Emma Snyder) – Così gira il mondo

### Migliore attore giovane in una serie drammatica
- Michael E. Knight (Tad Martin) – La valle dei pini
- Brian Bloom (Dusty Donovan) – Così gira il mondo
- Jon Hensley (Holden Snyder) – Così gira il mondo
- Vincent Irizarry (Brandon 'Lujack' Luvanoczeck) – Sentieri
- Don Scardino (Chris Chapin) – Destini (Another World)

### Outstanding Ingenue in a Drama Series
- Ellen Wheeler (Marley Hudson McKinnon) – Destini
- Martha Byrne (Lily Walsh Snyder) – Così gira il mondo
- Jane Krakowski (Rebecca 'T.R.' Kendall) – Aspettando il domani (Search for Tomorrow)
- Debbi Morgan (Angie Hubbard) – La valle dei pini
- Robin Wright Penn (Kelly Capwell Perkins) – Santa Barbara

### Migliore team di registi di una serie drammatica
- Febbre d'amore – Dennis Steinmetz, Rudy Vejar, Frank Pacelli, Randy Robbins, Betty Rothenberg
- Così gira il mondo – Paul Lammers, Bob Schwartz, Richard Pepperman, Maria Wagner, Joel Aronowitz, Michael Kerner
- Sentieri – Irene M. Pace, Bruce S. Barry, Matthew Diamond, JoAnne Sedwick, Jo Ann Rivituso
- Il tempo della nostra vita – Susan Orlikoff Simon, Joseph Behar, Herb Stein, Stephen Wyman, Gay Linvill, Sheryl Harmon, Becky Greenlaw
- Una vita da vivere – Larry Auerbach, Peter Miner, David Pressman, Susan Pomerantz, Stuart Silver

### Migliore team di sceneggiatori di una serie drammatica
- Sentieri – Pamela K. Long, Jeff Ryder, Addie Walsh, John Kuntz, Christopher Whitesell, Megan McTavish, Stephen Demorest, Victor Gialanella, Mary Pat Gleason, Trent Jones, Pete T. Rich, N. Gail Lawrence, Nancy Curlee
- Così gira il mondo – Douglas Marland, Susan Bedsow-Horgan, Jeannie Glynn, Garin Wolf, Patti Dizenzo, M.B. Hatch, Caroline Franz, Chris Auer, Meredith Post, Jane Willis, Steve Wasserman, Emily Squires, Courtney Sherman, Charles Dizenzo, Jessica Klein
- Febbre d'amore – William J. Bell, Kay Alden, John F. Smith, Sally Sussman Morina, Eric Freiwald, Randy Holland, Meg Bennett, Enid Powell
- General Hospital – Norma Monty, Patricia Falken Smith, A.J. Russell, James E. Reilly, Patrick Smith, Robert Guza Jr., Doris Silverton, Robert Soderberg, Maralyn Thoma